# Gran Premio motociclistico d'Australia
Il Gran Premio d'Australia è una delle prove che compongono il motomondiale; si svolge dal 1989.

## Storia
La denominazione di "Gran Premio d'Australia" è stata usata per la prima volta già nel 1914 e si trovano altre competizioni con la stessa denominazione anche negli anni successivi; si tratta per lo più di competizioni di carattere semi-locale e solo dalla stagione 1989 si disputa quale prova valida per il campionato mondiale.
Nel 1989 e nel 1990 si svolse sul circuito di Phillip Island; dal 1991 al 1996 sul circuito di Eastern Creek Raceway; dal 1997 ad oggi nuovamente a Phillip Island. Le edizioni del 2020 e del 2021 sono state cancellate a causa della pandemia di COVID-19.
Oltre che essere stato disputato su diversi circuiti anche la sua collocazione temporale all'interno dei calendari stagionali del motomondiale è variata diverse volte. Dalla prima edizione che è stata inserita tra le prime prove da disputare, già nel motomondiale 1990 era stata spostata a prova conclusiva dell'anno; tale alternanza di posizione ha continuato ad esserci fino ad oggi, il più delle volte mantenendo una collocazione vicina a qualche altro gran premio del sud est asiatico, onde limitare i costi di trasferimento di tutto quanto collegato a questo tipo di competizione.
Senza dubbio i "padroni di casa" sono Casey Stoner e Valentino Rossi, l'italiano vincendo cinque volte di fila dal 2001 al 2005, l'australiano sei volte di fila dal 2007 al 2012.
Nel 2003 Rossi fu protagonista di una vittoria: Troy Bayliss cade, Rossi al giro dopo passa Marco Melandri non vedendo le bandiere gialle, e quindi subisce una penalizzazione di 10 secondi. Giro dopo giro, ad ogni passaggio il suo vantaggio aumentava, e al traguardo tra lui e il secondo, Loris Capirossi, c'erano 15 secondi.

## Albo d'oro
| Anno | Circuito       | Classe 125                  | Classe 250                | Classe 500                | Resoconto     |
| ---- | -------------- | --------------------------- | ------------------------- | ------------------------- | ------------- |
| 1989 | Phillip Island | Àlex Crivillé (JJ-Cobas)    | Sito Pons (Honda)         | Wayne Gardner (Honda)     | Resoconto     |
| 1990 | Phillip Island | Loris Capirossi (Honda)     | John Kocinski (Yamaha)    | Wayne Gardner (Honda)     | Resoconto     |
| 1991 | Eastern Creek  | Loris Capirossi (Honda)     | Luca Cadalora (Honda)     | Wayne Rainey (Yamaha)     | Resoconto     |
| 1992 | Eastern Creek  | Ralf Waldmann (Honda)       | Luca Cadalora (Honda)     | Michael Doohan (Honda)    | Resoconto     |
| 1993 | Eastern Creek  | Dirk Raudies (Honda)        | Tetsuya Harada (Yamaha)   | Kevin Schwantz (Suzuki)   | Resoconto     |
| 1994 | Eastern Creek  | Kazuto Sakata (Aprilia)     | Max Biaggi (Aprilia)      | John Kocinski (Cagiva)    | Resoconto     |
| 1995 | Eastern Creek  | Haruchika Aoki (Honda)      | Ralf Waldmann (Honda)     | Michael Doohan (Honda)    | Resoconto     |
| 1996 | Eastern Creek  | Garry McCoy (Aprilia)       | Max Biaggi (Aprilia)      | Loris Capirossi (Yamaha)  | Resoconto     |
| 1997 | Phillip Island | Noboru Ueda (Honda)         | Ralf Waldmann (Honda)     | Àlex Crivillé (Honda)     | Resoconto     |
| 1998 | Phillip Island | Masao Azuma (Honda)         | Valentino Rossi (Aprilia) | Michael Doohan (Honda)    | Resoconto     |
| 1999 | Phillip Island | Marco Melandri (Honda)      | Valentino Rossi (Aprilia) | Tadayuki Okada (Honda)    | Resoconto     |
| 2000 | Phillip Island | Masao Azuma (Honda)         | Olivier Jacque (Yamaha)   | Max Biaggi (Yamaha)       | Resoconto     |
| 2001 | Phillip Island | Youichi Ui (Derbi)          | Daijirō Katō (Honda)      | Valentino Rossi (Honda)   | Resoconto     |
| Anno | Circuito       | Classe 125                  | Classe 250                | MotoGP                    | Resoconto     |
| 2002 | Phillip Island | Manuel Poggiali (Gilera)    | Marco Melandri (Aprilia)  | Valentino Rossi (Honda)   | Resoconto     |
| 2003 | Phillip Island | Andrea Ballerini (Honda)    | Roberto Rolfo (Honda)     | Valentino Rossi (Honda)   | Resoconto     |
| 2004 | Phillip Island | Andrea Dovizioso (Honda)    | Sebastián Porto (Aprilia) | Valentino Rossi (Yamaha)  | Resoconto     |
| 2005 | Phillip Island | Thomas Lüthi (Honda)        | Daniel Pedrosa (Honda)    | Valentino Rossi (Yamaha)  | Resoconto     |
| 2006 | Phillip Island | Álvaro Bautista (Aprilia)   | Jorge Lorenzo (Aprilia)   | Marco Melandri (Honda)    | Resoconto     |
| 2007 | Phillip Island | Lukáš Pešek (Derbi)         | Jorge Lorenzo (Aprilia)   | Casey Stoner (Ducati)     | Resoconto     |
| 2008 | Phillip Island | Mike Di Meglio (Derbi)      | Marco Simoncelli (Gilera) | Casey Stoner (Ducati)     | Resoconto     |
| 2009 | Phillip Island | Julián Simón (Aprilia)      | Marco Simoncelli (Gilera) | Casey Stoner (Ducati)     | Resoconto     |
| Anno | Circuito       | Classe 125                  | Moto2                     | MotoGP                    | Resoconto     |
| 2010 | Phillip Island | Marc Márquez (Derbi)        | Alex De Angelis (MotoBi)  | Casey Stoner (Ducati)     | Resoconto     |
| 2011 | Phillip Island | Sandro Cortese (Aprilia)    | Alex De Angelis (MotoBi)  | Casey Stoner (Honda)      | Resoconto     |
| Anno | Circuito       | Moto3                       | Moto2                     | MotoGP                    | Resoconto     |
| 2012 | Phillip Island | Sandro Cortese (KTM)        | Pol Espargaró (Kalex)     | Casey Stoner (Honda)      | Resoconto     |
| 2013 | Phillip Island | Álex Rins (KTM)             | Pol Espargaró (Kalex)     | Jorge Lorenzo (Yamaha)    | Resoconto     |
| 2014 | Phillip Island | Jack Miller (KTM)           | Maverick Viñales (Kalex)  | Valentino Rossi (Yamaha)  | Resoconto     |
| 2015 | Phillip Island | Miguel Oliveira (KTM)       | Álex Rins (Kalex)         | Marc Márquez (Honda)      | Resoconto     |
| 2016 | Phillip Island | Brad Binder (KTM)           | Thomas Lüthi (Kalex)      | Cal Crutchlow (Honda)     | Resoconto     |
| 2017 | Phillip Island | Joan Mir (Honda)            | Miguel Oliveira (KTM)     | Marc Márquez (Honda)      | Resoconto     |
| 2018 | Phillip Island | Albert Arenas (KTM)         | Brad Binder (KTM)         | Maverick Viñales (Yamaha) | Resoconto     |
| 2019 | Phillip Island | Lorenzo Dalla Porta (Honda) | Brad Binder (KTM)         | Marc Márquez (Honda)      | Resoconto     |
| 2020 | Non disputato  | Non disputato               | Non disputato             | Non disputato             | Non disputato |
| 2021 | Non disputato  | Non disputato               | Non disputato             | Non disputato             | Non disputato |
| 2022 | Phillip Island | Izan Guevara (Gas Gas)      | Alonso López (Boscoscuro) | Álex Rins (Suzuki)        | Resoconto     |
| 2023 | Phillip Island | Deniz Öncü (KTM)            | Tony Arbolino (Kalex)     | Johann Zarco (Ducati)     | Resoconto     |

| Anno | Tracciato      | Moto3                 | Moto2                        | MotoGP                | MotoGP                | Resoconto |
| Anno | Tracciato      | Moto3                 | Moto2                        | Sprint                | Gara                  | Resoconto |
| ---- | -------------- | --------------------- | ---------------------------- | --------------------- | --------------------- | --------- |
| 2024 | Phillip Island | David Alonso (CFMoto) | Fermín Aldeguer (Boscoscuro) | Jorge Martín (Ducati) | Marc Márquez (Ducati) | Resoconto |